# Renzo Raggiunti
Renzo Raggiunti (Viareggio, 1916 – Viareggio, 2007) è stato un filosofo italiano.

## Biografia
Renzo Raggiunti nacque a Viareggio nel 1916. Laureato in Filosofia all'Università di Pisa nel 1940, nel 1949 vinse una cattedra di Filosofia e Storia nei Licei.
Su giudizio dell'Accademia dei Lincei vinse per due volte il Premio per le Scienze Filosofiche, nel 1965 e nel 1968.
Nel 1971 ottenne, per concorso, la Cattedra di Filosofia Teoretica nell'Università di Pisa, dove aveva già tenuto, per incarico, gli insegnamenti di Pedagogia e di Filosofia del Linguaggio (quest'ultimo fu da lui ricoperto fino al pensionamento).
Nel 1981, con l'amico e collega Vittorio Sainati, fondò la rivista Teoria.
Nel 1984 vinse il secondo Premio internazionale Antonino Pagliaro per le Scienze del linguaggio.
Morì a Viareggio nel 2007.

## Opere
- La conoscenza storica: analisi della logica crociana, Firenze, La Nuova Italia, 1955.
- Logica e linguistica nel pensiero di Guido Calogero (in appendice: Fenomenologia e filosofia della presenza), Firenze, La Nuova Italia, 1963.
- Husserl. Dalla logica alla fenomenologia, Firenze, Le Monnier, 1967.
- Introduzione a Husserl, Roma-Bari, Laterza, 1970.
- Problemi di significato. Dalla linguistica generale alla filosofia del linguaggio, Firenze, Le Monnier, 1973.
- Problemi filosofici nelle teorie linguistiche di Ferdinand de Saussure, Roma, Armando, 1982.
- Presupposti filosofici della linguistica di Chomsky, Milano, Franco Angeli, 1983.
- Il linguaggio, conosciuto e ignoto. Come e perché parliamo, Genova, Marietti, 1990.
- La "conoscenza del linguaggio" e il mito della Grammatica Universale, Pisa, Ets, 1994.
- Critica della grammatica universale e dell'innatismo linguistico, Pisa, Ets, 1996.
- Il problema del linguaggio nella filosofia di Benedetto Croce, Fiesole, Cadmo, 1997.
- Conoscenza e linguaggio nel pensiero moderno da Locke a Kant, Massarosa (Lucca), Marco Del Bucchia editore, 1998.